# Cymopterus alpinus
Cymopterus alpinus là một loài thực vật có hoa trong họ Hoa tán. Loài này được A.Gray mô tả khoa học đầu tiên năm 1862.